# Punta Lively
La punta Lively, denominada cabo Aguirre Romero por Chile, está ubicada en el extremo sur de la isla Renaud, pertenecientes a las islas Biscoe en la Antártida. Al suroeste, está ubicado el estrecho Pendleton, que separa esta isla con la isla Lavoisier (llamada Serrano por Chile), mientras al este de esta punta, se ubica el paso Covadonga, que separa precisamente esta isla con la isla Rabot.
Denominada en 1954 por la UK-APC en honor al cutter Lively, uno de los dos barcos de la expedición de Biscoe de 1830-32.
El nombre chileno corresponde a los apellidos del piloto L. Aguirre Romero, de la escampavía Yelcho de la Armada de Chile, que en agosto de 1916, rescató a los náufragos del Endurance de la expedición británica de Ernest Shackleton, desde la isla Elefante.